# La Longine
La Longine település Franciaországban, Haute-Saône megyében. Lakosainak száma 196 fő (2022. január 1.). La Longine La Montagne, Amont-et-Effreney, Le Val-d’Ajol, Corravillers, Esmoulières, La Rosière, Saint-Bresson és Girmont-Val-d’Ajol községekkel határos.

## Népesség
A település népességének változása:
| Lakosok száma | 237  | 230  | 234  | 226  | 223  | 222  | 213  | 205  | 196  |
|               | 2013 | 2015 | 2016 | 2017 | 2018 | 2019 | 2020 | 2021 | 2022 |